# Крістофер Блант
Сер Крістофер Блант (англ. Christopher Blount; 1555/1556 — 18 березня 1601) — англійський солдат, таємний агент і повстанець.
Свою службу Крістофер Блант розпочав у домашній гвардії Роберта Дадлі, графа Лестера. Як католик Блант вів листування з паризьким агентом Марії Шотландської, Томасом Морганом. Після смерті графа Лестера Блант одружився з його вдовою, Летицією Нолліс, яка була матір'ю графа Ессекса. Блант став соратником і довіреною особою графа Ессекса, а також був одним із лідерів його останнього заколоту у лютому 1601 року. Приблизно через чотири тижні Крістофера Бланта обезголовили за звинуваченням у державній зраді.

## Біографія
Крістофер Блант народився у Кіддермінстері, Вустершир, молодшим сином Томаса Бланта, який був родичем Роберта Дадлі, 1-го графа Лестера материнській лінії та одним з його головних офіцерів аж до своєї смерті у 1568 році. Мати Бланта, Мері Поулі, походила з католицької сім'ї, яка проживала в Саффолці. У дитинстві Крістофера відправили у Левен, де він навчався приватно у Вільяма Аллена. Попри те, що він був католиком, Блант отримав призначення одним із молодших конюших графа Лестера до 1584 року.
Крістофер вів листування з Томасом Морганом у Парижі — вигнаним агентом королеви Марії Шотландської. Ймовірно, Блант пропонував свої послуги королеві Марії. У відносинах з Морганом Бланта, ймовірно, підтримували Лестер і Френсіс Волсінгем, голова розвідки королеви Єлизавети I. Лестер довіряв Бланту, називав його «містером Кіттом» і дбав про його добробут. Крістофер брав участь у Нідерландській кампанії з 1585 до 1587 рік, коли Лестер обіймав посаду генерал-губернатора Голландської республіки.
Навесні 1589 року, приблизно через сім місяців після смерті графа Лестера, Блант одружився з його вдовою Летицією, до якої королева Єлизавета відчувала неприязнь у зв'язку з її попереднім шлюбом. Син Летиції, Роберт Девере, граф Ессекс, який став новим фаворитом королеви, назвав це «невдалим вибором». Летиція навпаки була дуже задоволена своїм вибором, про що свідчило її пізнє листування. Тривалий час леді Лестер, як продовжувала називати себе Летиція, і сер Крістофер були зайняті поверненням колосальних боргів графа Лестера та займалися численними судовими позовами, пов'язаними з ними.
У 1593 та 1597 роках Блант був членом парламенту від Стаффордшира, де він проживав з дружиною; його обрали на прохання графа Ессекса, який мав вплив в окрузі. У 1596 році Блант, як полковник, брав участь у Кадіській експедиції, а у 1597 році — в експедиції на Азорські острови. Крістофер Блант був одним із головних послідовників графа Ессекс і брав участь у його останньому заколоті у 1601 році. За словами Роберта Сесіла, у своєму зізнанні граф Ессекс звинуватив кількох інтриганів, які намагалися знищити власну країну, особливо Бланта та двох його секретарів [Генрі] Каффа та Темпла. Під час зізнання граф Ессекс У неділю, 8 лютого, він спробував підняти повстання у Лондоні і, коли їхав пліч-о-пліч з пасербом у місто, був важко поранений у щоку. Після арешту Бланта несли на ношах на суд, оскільки на той час він ще не оговтався від травми. Приблизно через чотири тижні після страти Ессекса Блант був обезголовлений на Тавер-Гілл за звинуваченням у державній зраді.